# Orchamps-Vennes
Orchamps-Vennes är en kommun i departementet Doubs i regionen Bourgogne-Franche-Comté i östra Frankrike. Kommunen ligger i kantonen Pierrefontaine-les-Varans som tillhör arrondissementet Pontarlier. År 2022 hade Orchamps-Vennes 2 180 invånare.

## Befolkningsutveckling
Antalet invånare i kommunen Orchamps-Vennes
Referens:INSEE